# Barry O'Neil
Barry O'Neil (New York, 24 september 1865 – aldaar, 23 maart 1918) was een Amerikaans filmregisseur en scenarioschrijver.

## Biografie
O'Neil werd geboren als Thomas J. McCarthy op 24 september 1865 in New York. Hij was van Ierse afkomst. Hij volgde er zijn opleiding en bouwde daarna een toneelcarrière uit als acteur in Ierse rollen en als toneelregisseur voor diverse bedrijven en gezelschappen. 
In 1907 was hij toneelregisseur voor Edwin Thanhouser in Chicago. Toen Thanhouser in 1909 begon met het produceren van films was O'Neil samen met Lloyd B. Carleton een van de twee filmregisseurs van de Thanhouser Company. O'Neil regisseerde de eerste Thanhouser-film, The Actor's Children, die op 15 maart 1910 verscheen. Daarna draaide hij nog veel andere Thanhouser-films, waaronder enkele bewerkingen van toneelstukken van William Shakespeare.
In 1912 ging hij aan de slag bij Lubin, waar hij onder andere The Wolf (1914) en The Lion and the Mouse (1914) regisseerde. In 1915 vertrok hij naar World Film Corporation.
O'Neil was getrouwd met toneelactrice Nellie Walters van oktober 1893 tot haar dood in november 1915. Hij overleed op 23 maart 1918 in New York op 52-jarige leeftijd aan een beroerte.